# Oncocnemis saundersiana
Oncocnemis saundersiana là một loài bướm đêm trong họ Noctuidae.